# 公子招
公子招（？—？），妫姓，名招，中国春秋时期陈国的公子，陈成公的儿子。
前541年，晋国赵武、楚国公子围、齐国国弱、宋国向戌、鲁国叔孙豹、卫国齐恶、陈国公子招、蔡国公孙归生、郑国罕虎、许国人、曹国人在虢会盟。前534年，公子招、公子过杀太子偃师、陈哀公，立公子留为君。派干征师到楚国告知，公子胜向楚灵王控诉，楚灵王杀死干征师。楚灵王讨伐陈国，公子招把罪责推给公子过，将他杀死。楚灵王灭陈，把公子招流放到越国。